# Saetta (1932)
Saetta – włoski niszczyciel z okresu międzywojennego i II wojny światowej typu Dardo, znanego też jako typ Frecchia. Nosił znak burtowy SA. Zbudowany w Sestri Levante we Włoszech, zwodowany w 1932 roku, wszedł do służby w marynarce włoskiej Regia Marina w tym samym roku. Walczył podczas wojny na Morzu Śródziemnym. Zatonął 3 lutego 1943 roku na minie.
Uzbrojenie stanowiły cztery armaty kalibru 120 mm w zdwojonych stanowiskach i sześć wyrzutni torped oraz małokalibrowa artyleria przeciwlotnicza, której skład był zmienny. Jego wyporność standardowa wynosiła 1220 ton, a pełna około 2000 ton. Napęd stanowiły turbiny parowe, prędkość projektowa wynosiła 38 węzłów, lecz realna podczas wojny około 30 węzłów.

## Projekt i budowa
„Saetta” należał do czterech włoskich niszczycieli typu Dardo, znanego w literaturze także jako typ Freccia. Zostały one zaprojektowane jako niszczyciele średniej wielkości, stanowiące rozwinięcie typu Turbine, dysponujące większą prędkością i zasięgiem pływania. Uzbrojenie stanowiły również cztery armaty kalibru 120 mm w podwójnych stanowiskach, ale nowszego modelu, o dłuższej lufie i większej donośności. Widoczną zmianą stało się zastosowanie jednego szerokiego komina zamiast dwóch, przez co stały się pierwszymi włoskimi niszczycielami o charakterystycznej dla późniejszych konstrukcji jednokominowej architekturze. 
„Saetta” została zamówiona razem z pozostałymi okrętami typu w ramach programu na 1928/29 rok. Została zbudowana wraz z bliźniaczym „Freccia” w stoczni Cantieri del Tirreno w Riva Trigoso (część Sestri Levante, w prowincji Genua). Stępkę pod jej budowę położono 27 maja 1929 roku, a wodowana była jako ostatni okręt typu 17 stycznia 1932 roku. Cena kontraktowa wynosiła 13,6 mln lirów. 15 marca 1932 roku „Saetta” odbyła próby morskie. Nazwa okrętu oznaczała błyskawicę. Otrzymała znak burtowy od skrótu nazwy: SA. Dewizą okrętu było: Scocca e colpisci (pol. „Strzelać i uderzać”).

## Skrócony opis

### Opis ogólny
Niszczyciele typu Dardo miały stalowy kadłub z podwyższonym pokładem dziobowym. Sylwetka okrętów wyróżniała się pojedynczym szerokim kominem i zastosowaniem dwóch dwudziałowych stanowisk armat na pokładzie dziobowym i nadbudówce rufowej. Wyporność standardowa wynosiła 1220 ton, normalna 1782 t, a pełna 1992 t. Podczas wojny, po modernizacjach uzbrojenia i wyposażenia wyporność pełna okrętów sięgała ok. 2200 ton. Długość całkowita „Saetty”  wynosiła 96 m, a na linii wodnej 94,15 m, natomiast szerokość wynosiła 9,75 m. Zanurzenie wynosiło 2,9 m przy wyporności standardowej i 4,3 m przy pełnej.
Załoga etatowo składała się początkowo ze 165 osób, w tym 6 oficerów. Podczas wojny liczebność załogi rosła do ponad 210 osób.
Okręty typu Dardo były napędzane przez dwa zespoły turbin parowych z przekładniami, zasilane przez trzy kotły wodnorurkowe o ciśnieniu roboczym 22 atmosfer, poruszające dwie trzyłopatowe śruby. Kotły i turbiny były wyprodukowane przez stocznię budującą okręt. Projektowa moc wynosiła 44 000 KM, a prędkość maksymalna 38 węzłów. Na próbach „Saetta” rozwinęła średnią moc 44 765 KM i prędkość 38,59 w, ale w stanie lekkim przy wyporności 1379 ton. Typowo okręty tego typu w realnych warunkach rozwijały podczas służby prędkość nie większą niż 34 węzły, która u progu II wojny światowej na skutek zużycia mechanizmów spadła do 30–31 węzłów. Normalny zapas paliwa płynnego wynosił 200–430 ton, a pełny 590–640 ton. Zasięg wynosił początkowo 4600 mil morskich przy prędkości 12 węzłów, 3780 Mm przy 18 w, 1970 Mm przy 25 w lub 680 mil przy 32 węzłach.

### Uzbrojenie i jego zmiany

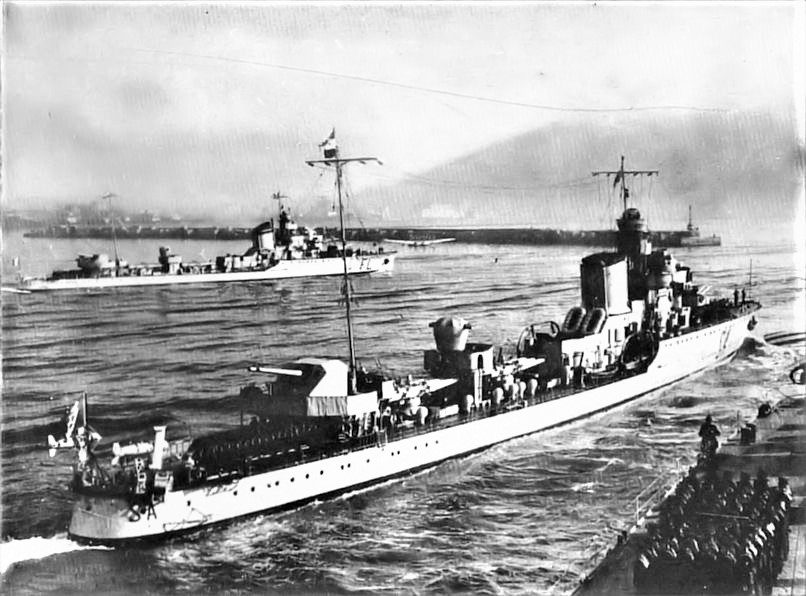
„Saetta” od rufy przed 1938 rokiem. Widoczne pływaki trału.

Główną artylerię stanowiły cztery armaty kalibru 120 mm Ansaldo model 1926 o długości lufy L/50 (50 kalibrów). Podwójne podstawy dział z maskami ochronnymi umieszczone były na pokładzie dziobowym i na niskiej nadbudówce na rufie. Kąt podniesienia lufy wynosił do +45°. Działa strzelały pociskami przeciwpancernymi o masie 23,4 kg, burzącymi lub zapalającymi o masie 22,8 kg i oświetlającymi. Strzelały one na odległość do ok. 19 km. Amunicja była rozdzielnego ładowania, przy czym ładunek miotający umieszczony był w łusce. Teoretycznie szybkostrzelność wynosiła do 7–8 strzałów na minutę, lecz w praktyce wynosiła ok. 6 (salwy co 10 sekund). Zapas amunicji wynosił etatowo 800 pocisków (200 na lufę). W latach 1933–34 na okrętach tego typu ustawiono także dwie haubice kalibru 120 mm OTO model 1933 o długości lufy L/15, przeznaczone tylko do wystrzeliwania pocisków oświetlających podczas walk nocnych. Umieszczone były na obu burtach na końcu pokładu dziobowego, przed jego uskokiem. Zdemontowano je jednak z „Saetty” w październiku 1940 roku.
Uzbrojenie przeciwlotnicze początkowo stanowiły dwa działka automatyczne kalibru 40 mm Vickers-Terni model 1917 o długości lufy L/39, na podstawach model 1930, umieszczone po obu burtach na pokładzie górnym za kominem. Uzupełniały je cztery karabiny maszynowe kalibru 13,2 mm Breda, podwójnie sprzężone w dwóch stanowiskach na skrzydłach dachu nadbudówki dziobowej. Okręty miały też dwa karabiny maszynowe kalibru 8 mm Breda na przenośnych lawetach. W październiku 1940 roku „Saettę” poddano modernizacji uzbrojenia, zdejmując karabiny maszynowe 13,2 mm, zamiast których zamontowano sześć działek automatycznych 20 mm Breda model 1935 L/65 (dwie podwójne podstawy na końcach pokładu dziobowego zamiast haubic 120 mm i dwa pojedyncze w miejscu km-ów 13,2 mm). Pod koniec 1941 roku na okrętach tego typu zdjęto także działka 40 mm i dalmierz na śródokręciu, na platformie którego dodano podwójne działko 20 mm. W grudniu 1942 roku „Saetta” otrzymała dwie pojedyncze armaty automatyczne kalibru 37 mm Breda M.39 L/54 na platformie w miejscu rufowego aparatu torpedowego. Dodano ponadto wówczas trzy pojedyncze działka 20 mm Breda: dwa na pokładzie rufowym i jedno na platformie za kominem nad kożuchem przewodów dymowych, podnosząc ich liczbę do 11.
Uzbrojenie torpedowe stanowiło sześć wyrzutni torpedowych kalibru 533 mm w dwóch potrójnych aparatach torpedowych na pokładzie na śródokręciu. W latach 1941–42 stanowiska celowniczych osłonięto ekranami przeciwbryzgowymi. W listopadzie – grudniu 1942 roku z „Saetty” zdjęto rufowy aparat torpedowy, wzmacniając uzbrojenie przeciwlotnicze. Dopiero od 1937 roku okręty typu Dardo zaczęły być wyposażane w dwie zrzutnie bomb głębinowych na rufie (na trzy bomby o masie 100 kg albo sześć o masie 50 kg każda). Wszystkie okręty były wyposażone w demontowane tory minowe na pokładzie, na których można było zabierać do 54 min kotwicznych typu Bollo, co jednak w praktyce nie było stosowane z uwagi na pogorszenie stateczności. Okręty typu Dardo były ponadto wyposażone w dwa trały typu C z żurawikami do ich obsługi na rufie. Na początku 1942 roku zamiast trału „Saetta” otrzymała holowane miny przeciw okrętom podwodnym.

### Wyposażenie
System kierowania ogniem obejmował przede wszystkim dalocelownik SDT na dachu nadbudówki dziobowej, z dwoma stereoskopowymi dalmierzami optycznymi o bazie 3 m i celownikiem APG. Na platformie przed masztem, mieszczącej stanowisko starszego oficera artyleryjskiego, znajdował się inklinometr służący do oceny kąta kursowego celu. Na pokładówce na śródokręciu był trzeci rezerwowy dalmierz 3-metrowy, demontowany podczas wzmacniania uzbrojenia przeciwlotniczego w latach 1941–42. Okręt miał jeden reflektor o średnicy 90 cm na platformie nad stanowiskiem obserwacyjnym nadbudówce.
Okręty typu Dardo wyposażone były w radiostacje do łączności telegraficznej, z anteną rozciągniętą między masztem dziobowym i rufowym. Od końca lat 30. wyposażano je też w radiostacje RM.4 krótkiego zasięgu do łączności fonią, z antenami na mostku. Część okrętów otrzymała wówczas radionamierniki. Do wykrywania okrętów podwodnych służył tylko szumonamiernik. „Saetta” nie otrzymała hydrolokatora ani radaru.

### Malowanie
Początkowo niszczyciele były malowane w części nadwodnej na kolor jasny popielatoszary, z ciemnoszarym pokładem, a część podwodna była malowana na ciemnnozielono. Na burtach w okolicy dział dziobowych i na rufie malowano na czerwono litery identyfikacyjne. Na początku wojny od lipca 1940 roku na pokłady na dziobie naniesiono biało-czerwone skośne pasy dla identyfikacji z powietrza. Na początku 1942 roku „Saetta” otrzymała kontrastowy geometryczny kamuflaż, z plam ciemnoszarych i popielatoszarych z prostymi rozgraniczeniami, z zakończeniami kadłuba w kolorze brudnobiałym, przy czym ciemne plamy na tym okręcie miały ostre trójkątne lub wielokątne kształty.

## Służba

### Okres międzywojenny
„Saetta” weszła do służby w Regia Marina 10 maja 1932 roku jako ostatni niszczyciel tego typu. Razem z innymi okrętami tego typu okręt został przydzielony do 7. dywizjonu niszczycieli (squadriglia). Podczas hiszpańskiej wojny domowej pełnił służbę na wodach Hiszpanii, biorąc udział w „patrolach neutralności”, a faktycznie wspierając nacjonalistów. Latem 1937 roku patrolował w Cieśninie Sycylijskiej w ramach blokady morskiej w celu przechwytywania statków z bronią i zaopatrzeniem dla republiki. Dowódcą był kmdr ppor. Guido Ferroni. 11 sierpnia 1937 roku wieczorem „Saetta” zatopił hiszpański rządowy tankowiec „Campeador” płynący z Konstancy z 9500 tonami benzyny. Jesienią 1937 roku niszczyciele 7. dywizjonu operowały na krótko na Morzu Czerwonym w celu wspierania działań przeciwko powstańcom w Etiopii i złożyły wizytę w Jemenie.

### II wojna światowa

#### 1940 rok
Po przystąpieniu Włoch do II wojny światowej 10 czerwca 1940 roku „Saetta” nadal wchodziła w skład 7. dywizjonu niszczycieli, bazującego w Tarencie i przydzielonego do 5. dywizjonu okrętów liniowych. Dowódcą był wówczas kmdr por. Carlo Unger di Löwenberg. Niszczyciele dywizjonu wzięły udział w bitwie koło przylądka Stilo, wychodząc 7 lipca 1940 roku w morze w eskorcie pancerników „Conte di Cavour” i „Giulio Cesare”. „Saetta” i bliźniacza „Freccia” osłaniały pancerniki podczas walki artyleryjskiej 9 lipca i stawiały zasłonę dymną, osłaniając odwrót włoski, a także wykonały próbę ataku torpedowego na brytyjskie krążowniki. „Saetta” wraz z dywizjonem ponownie eskortował te pancerniki podczas operacji 7–8 września, bez starć z nieprzyjacielem. 27 listopada „Freccia”, „Dardo” i „Saetta” eskortowały pancernik „Giulio Cesare” podczas starcia koło przylądka Spartivento. 